# Bromure de cyclopentadiénylmagnésium
Le bromure de cyclopentadiénylmagnésium est un halogénure organomagnésien de formule chimique C5H5MgBr. Il s'agit d'un réactif de Grignard dérivant formellement de la substitution de l'un des deux atomes d'hydrogène du carbone 1 du cyclopentadiène C5H6 par un groupe MgBr. Il a joué un rôle dans la création des premiers métallocènes, notamment du ferrocène (η5-C5H5)2Fe en 1951, du ruthénocène (η5-C5H5)2Ru en 1952 et du magnésocène (η5-C5H5)2Mg en 1954.
Il peut être obtenu en faisant réagir du cyclopentadiène avec du magnésium et du bromoéthane C2H5Br dans le benzène anhydre.